# Neodythemis klingi
Neodythemis klingi – gatunek ważki z rodziny ważkowatych (Libellulidae).